# Сачувај последњи плес
Сачувај последњи плес (енгл. Save the Last Dance) амерички је тинејџерски филм из 2001. године у режији Томаса Картера. Главне улоге тумаче Џулија Стајлс и Шон Патрик Томас.
Приказан је 12. јануара 2001. године. Добио је помешане рецензије критичара, али је остварио финансијски успех зарадивши преко 130 милиона долара у односу на буџет од 13 милиона. Наставак, Сачувај последњи плес 2, приказан је 2006.

## Радња
Иако жели више од било чега другог да постане позната примабалерина и упише Школу Џулијард, живот након смрти њене мајке је приморава да се пресели код оца, где мора раскрстити са својим сновима. Као белкиња у крају у коме живе само црнци, Сара се не сналази све до оног момента када преко своје другарице не упознаје Дерека — њеног згодног брата. Преко љубави према плесу, развија се и њихова међусобна романса, на опште противљење родитеља и окружења.

## Улоге
| Глумац           | Улога         |
| ---------------- | ------------- |
| Џулија Стајлс    | Сара Џонсон   |
| Шон Патрик Томас | Дерек Ренолдс |
| Кери Вошингтон   | Шенил Ренолдс |
| Фредо Стар       | Малакај       |
| Тери Кини        | Рој Џонсон    |
| Бјанка Лосон     | Ники          |
| Елизабет Оас     | Диги          |
| Винс Грин        | Снуки         |
| Гарланд Вит      | Кени          |